# Promachus breviventris
Promachus breviventris är en tvåvingeart som beskrevs av Ricardo 1920. Promachus breviventris ingår i släktet Promachus och familjen rovflugor. Inga underarter finns listade i Catalogue of Life.